# 미스코리아 경기
미스코리아 경기(미스 경기)는 1971년부터 시작된 미스코리아의 경기도 지역 대회이다. 진, 선, 미 입상자에게는 본선에 진출 할 수 있는 기회가 주어진다.

## 입상자
| 연도   |          | 진 (眞)         | 선 (善)         | 미 (美) |
| ------ | -------- | --------------- | --------------- | ------- |
| 1971년 | 이영은   | 최옥례          | 김하영          |         |
| 1972년 | 임현주   | 박정희          | 김경애          |         |
| 1973년 | 이태현   | 김혜자          | 강정아          |         |
| 1974년 | 박상진   | 황의숙          | 박혜옥          |         |
| 1975년 | 정인숙   | 채광선          | 이경아          |         |
| 1976년 | 유주연   | 조인옥          | 차장옥          |         |
| 1977년 | 황수희   | 임금순          | 이미령          |         |
| 1978년 | 김윤희   | 남혜리          | 박숙재          |         |
| 1979년 | 한숙경   | 김영향          | 김진선          |         |
| 1980년 | 연나영   | 김인자          | 손성하          |         |
| 1981년 | 김경희   | 이영옥          | 신수조          |         |
| 1982년 | 김미선   | 이현숙          | 조종경          |         |
| 1983년 | 최연경   | 이성지          | 서현경          |         |
| 1984년 | 박은경   | 황규숙          | 유희숙          |         |
| 1985년 | 강창분   | 강은숙          | 황명숙          |         |
| 1986년 | 주진옥   | 은화            | 정영아          |         |
| 1987년 | 이정미   | 이연학          | 민경자          |         |
| 1988년 | 이은주   | 양진희          | 임지언          |         |
| 1989년 | 김미진   | 이지현          | 김미경          |         |
| 1990년 | 김동란   | 공인영          | 김경숙          |         |
| 1991년 | 조인미   | 왕애리          | 이정희          |         |
| 1992년 | 김남주   | 우정아          | 임성희          |         |
| 1993년 | 고미영   | 김상미          | 하현종          |         |
| 1994년 | 정호경   | 최미정          | 윤은정          |         |
| 1995년 | 박미란   | 김혜경          | 김문희          |         |
| 1996년 | 문소연   | 소정은          | 주라미          |         |
| 1997년 | 함소원   | 윤혜진          | 강민정          |         |
| 1998년 | 조현숙   | 신은정          | 김정현          |         |
| 1999년 | 김춘호   | 이미영          | 권미산          |         |
| 2000년 | 김민정   | 이현숙          | 윤정희          |         |
| 2001년 | 김효진   | 박지연          | 최민영          |         |
| 2002년 | 최수연   | 허윤아          | 장미            |         |
| 2003년 | 박혜영   | 이유리          | 양수진          |         |
| 2004년 | 한경진   | 김경아          | 김진아          |         |
| 2005년 | 유혜미   | 김숙영          | 이연경          |         |
| 2006년 | 이민진   | 전양현          | 박현옥          |         |
| 2007년 | 오아미   | 한고운          | 이보람          |         |
| 2008년 | 김리나   | 하경진          | 김지선          |         |
| 2009년 | 최지희   | 오다혜          | 조수진          |         |
| 2010년 | 정지혜   | 정주연          | 배소윤          |         |
| 2011년 | 이세미나 | 박채빈          | 강하예진        |         |
| 2012년 | 김수현   | 이정민          | 정윤서          |         |
| 2013년 | 김지형   | 진달래          | 이수연          |         |
| 2014년 | 백예림   | 조세휘          | 이서빈 · 김도연 |         |
| 2015년 | 이민지   | 김승혜          | 정수진          |         |
| 2016년 | 임현주   | 이효진          | 이서현          |         |
| 2017년 | 서재원   | 김규리          | 김기연          |         |
| 2018년 | 김수민   | 김지연          | 박채원          |         |
| 2019년 | 권예지   | 김민주          | 장혜원          |         |
| 2020년 | 임민수   | 박소정, 김혜영  | 박혜민, 최지혜  |         |
| 2021년 | 최미나수 | 최예나 · 장진원 | 이상은 · 조예슬 |         |

- 2008년, 2021년은 미스코리아 인천과 통합하여 선발하였다.

## 역대 참가자 사진

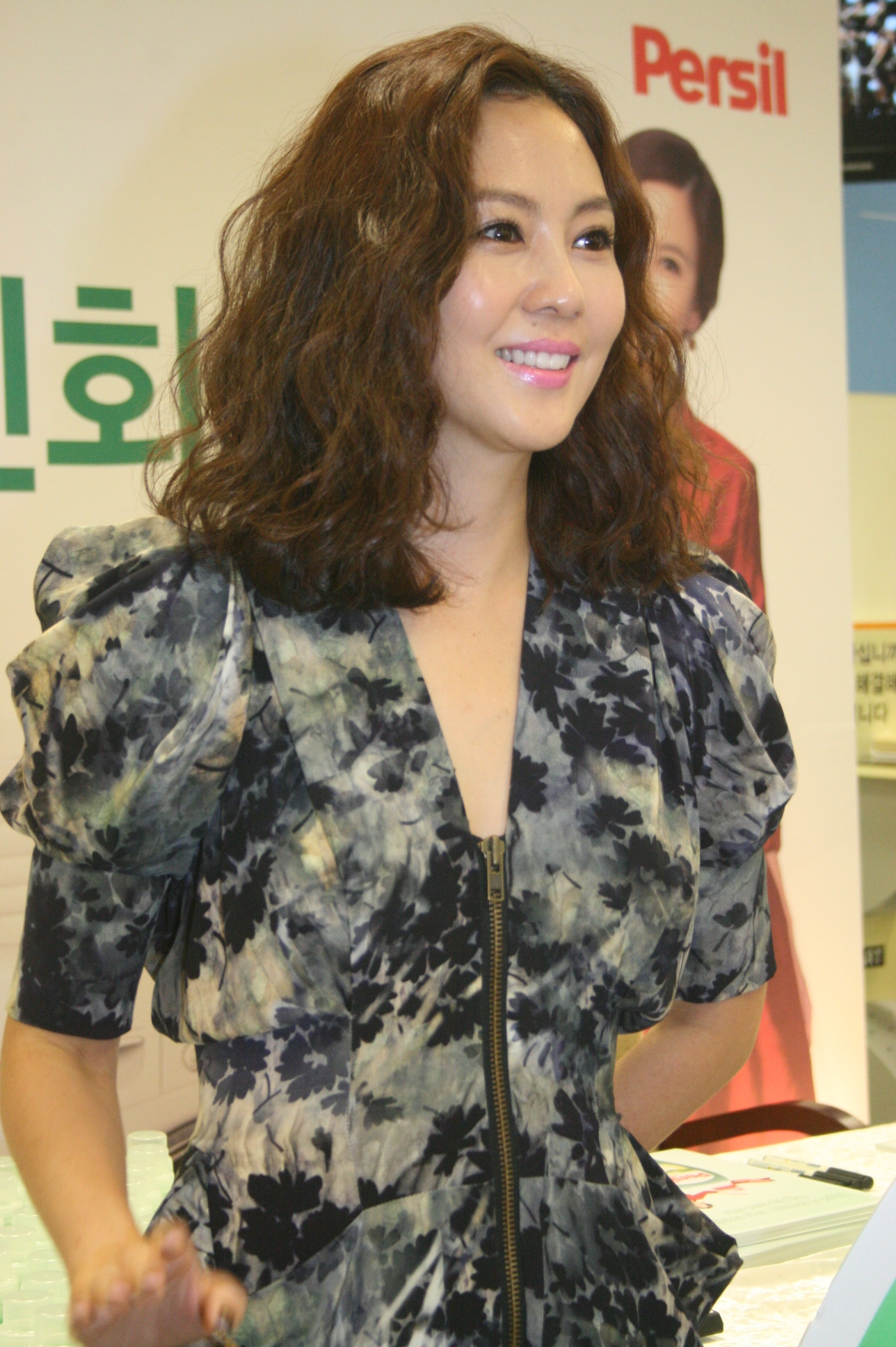
1992년 미스 경기 진 김남주, 1992년 미스코리아 후보
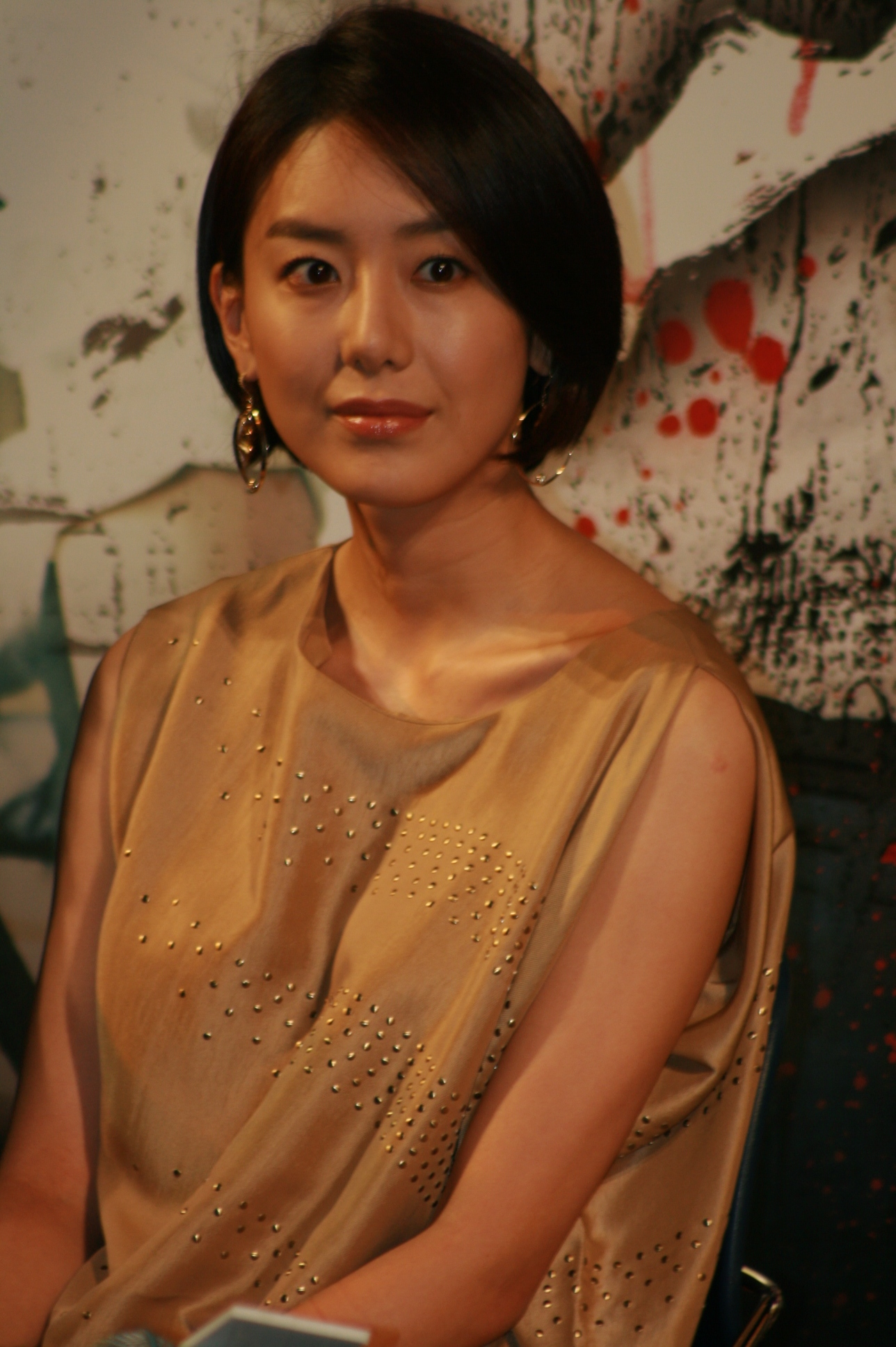
2000년 미스 경기 미 윤정희, 2000년 미스코리아 후보
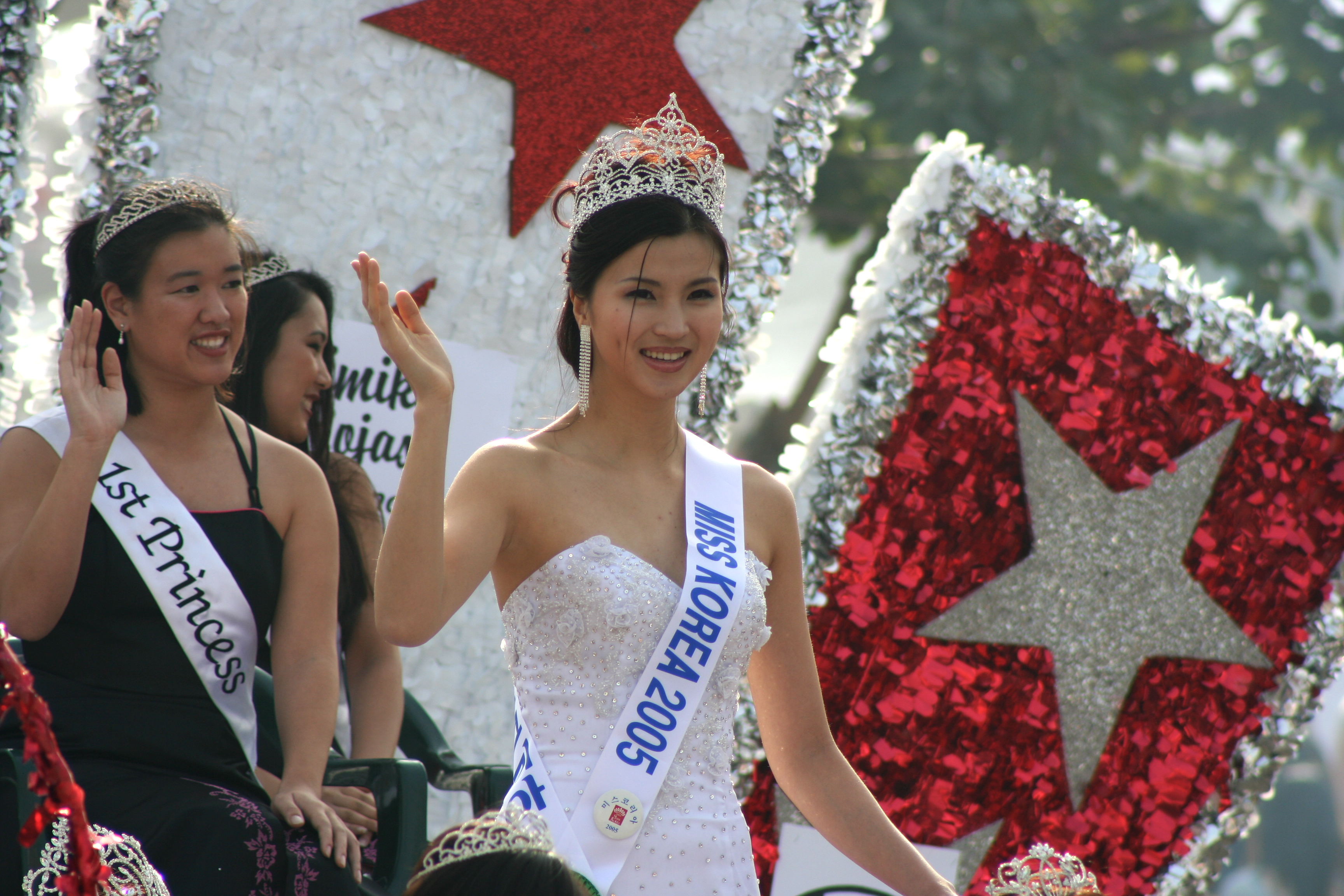
2005년 미스 경기 진 유혜미, 2005년 미스코리아 미
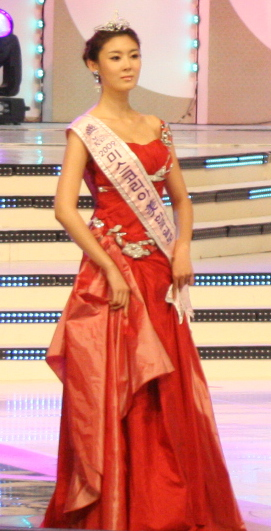
2009년 미스 경기 진 민서연(최지희), 2009년 미스코리아 미
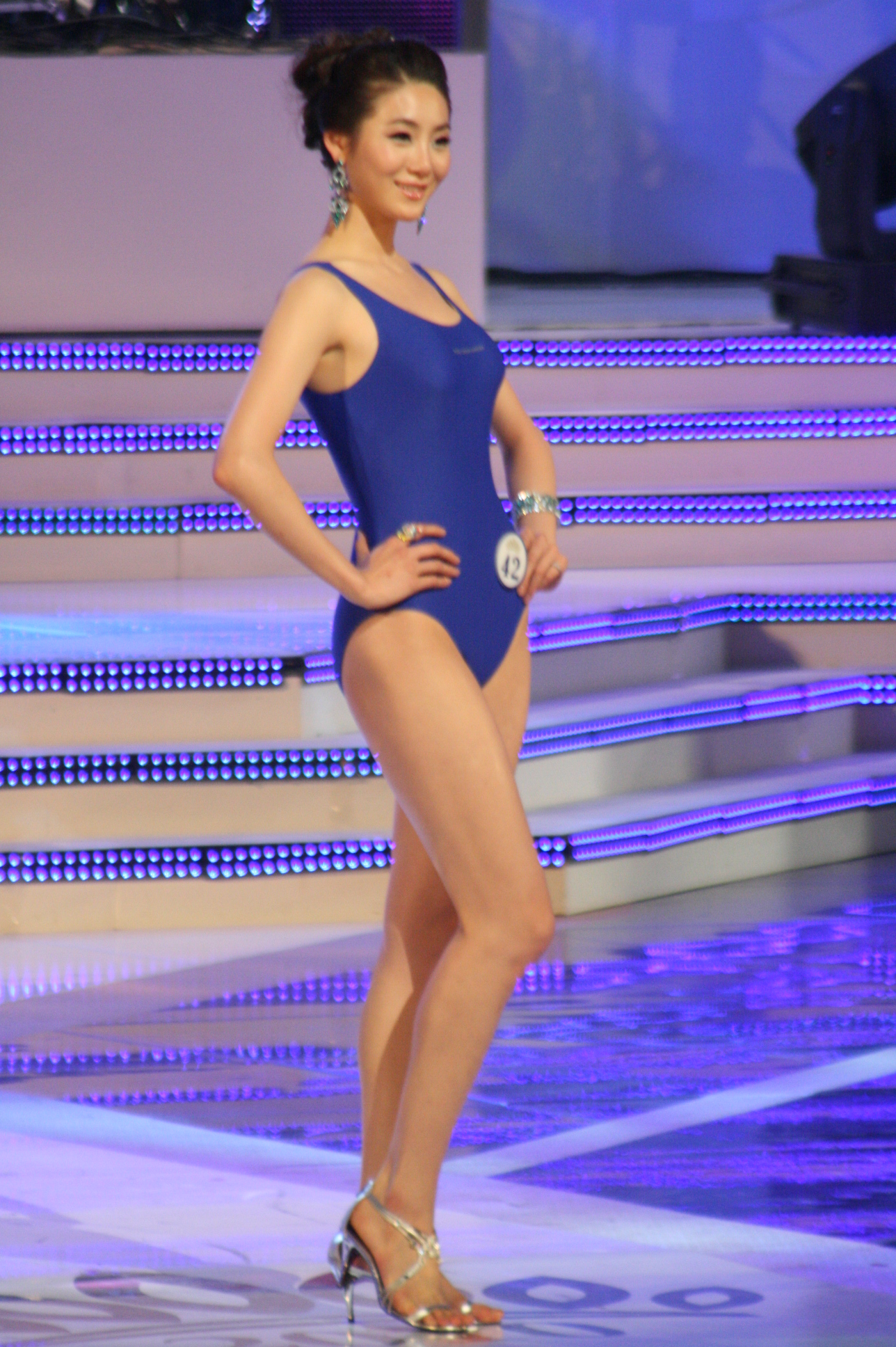
2010년 미스 경기 진 정지혜, 2010년 미스코리아 후보
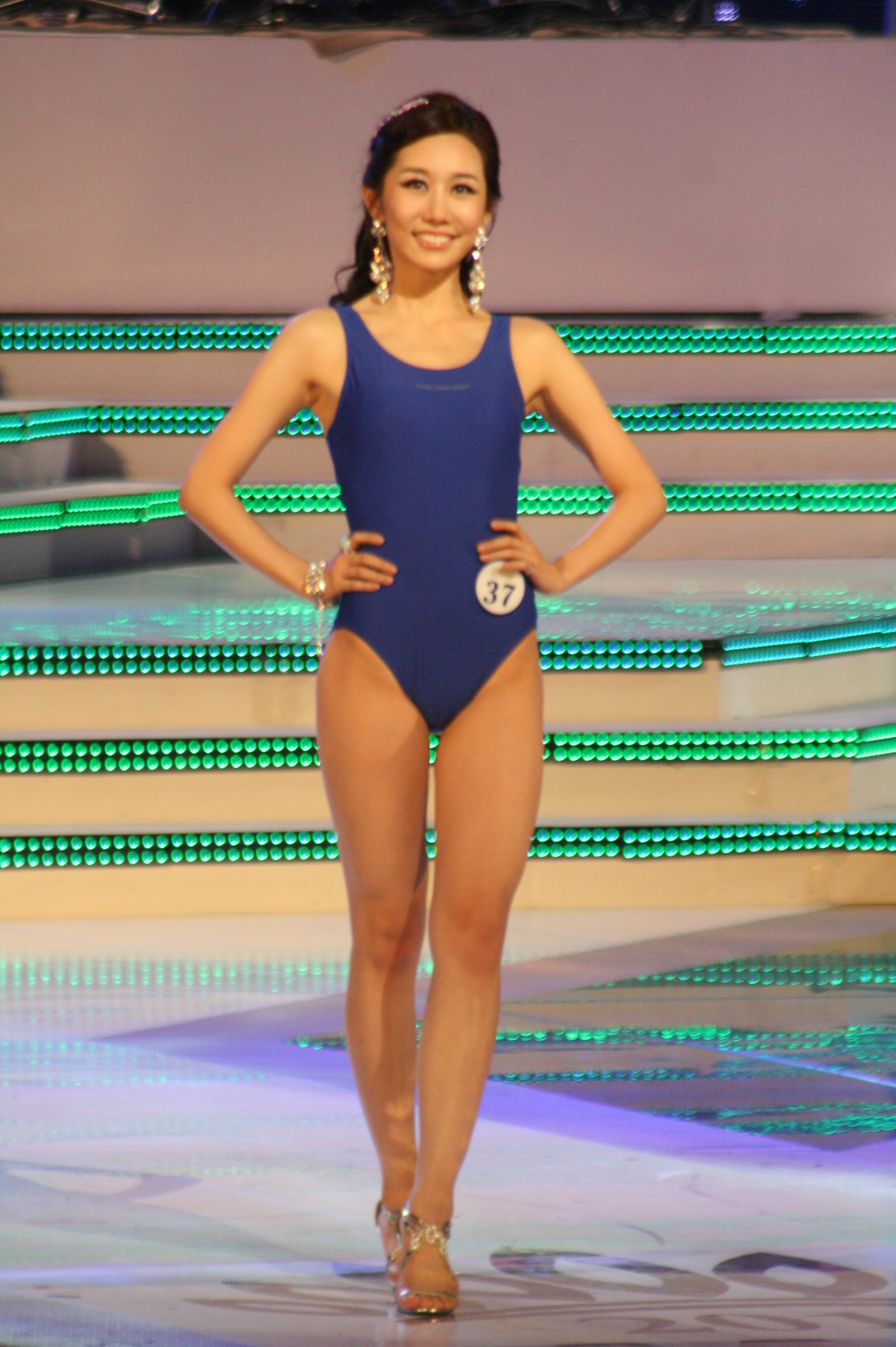
2010년 미스 경기 선 정주연, 2010년 미스코리아 후보
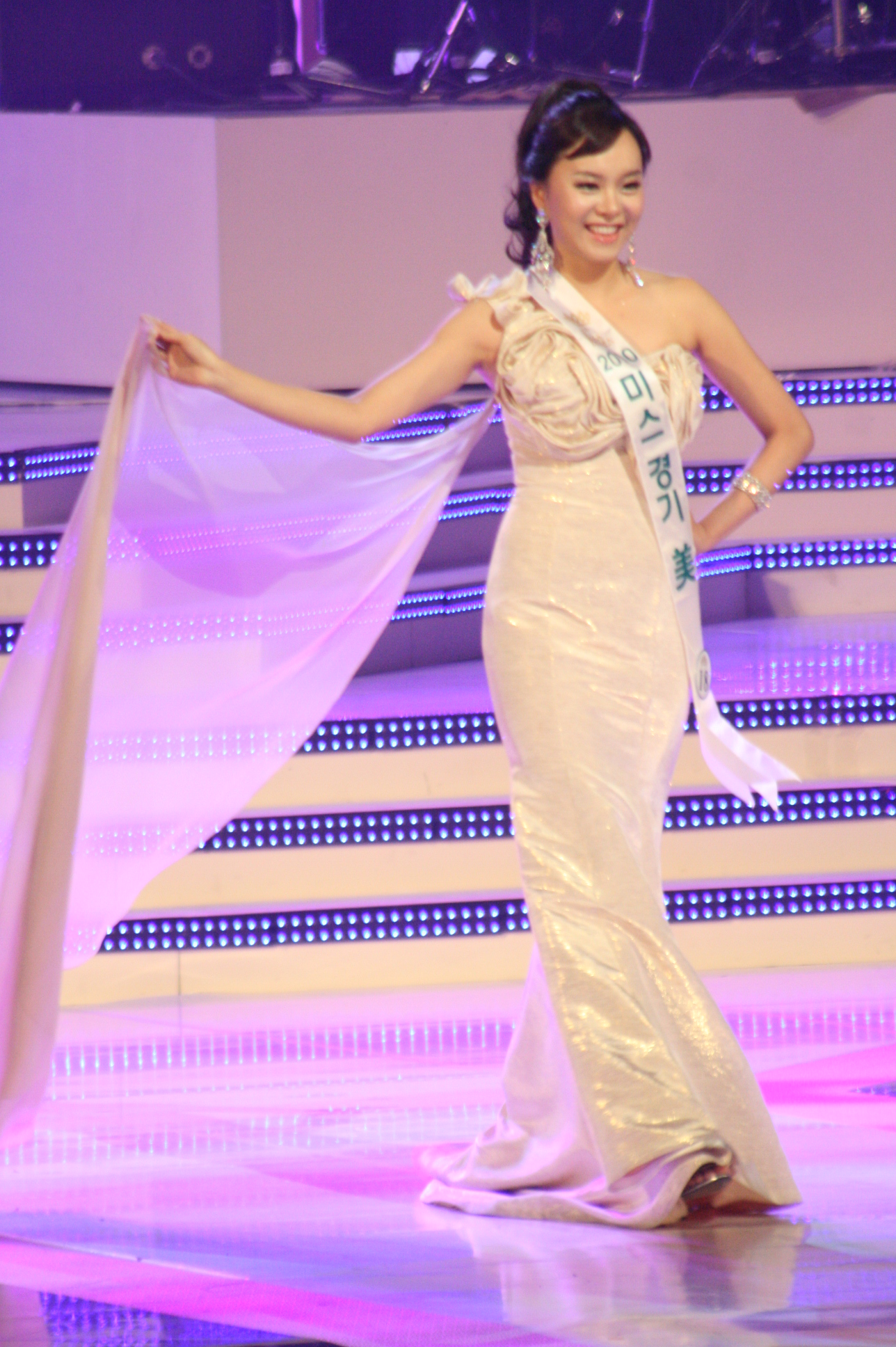
2010년 미스 경기 미 배소윤, 2010년 미스코리아 후보
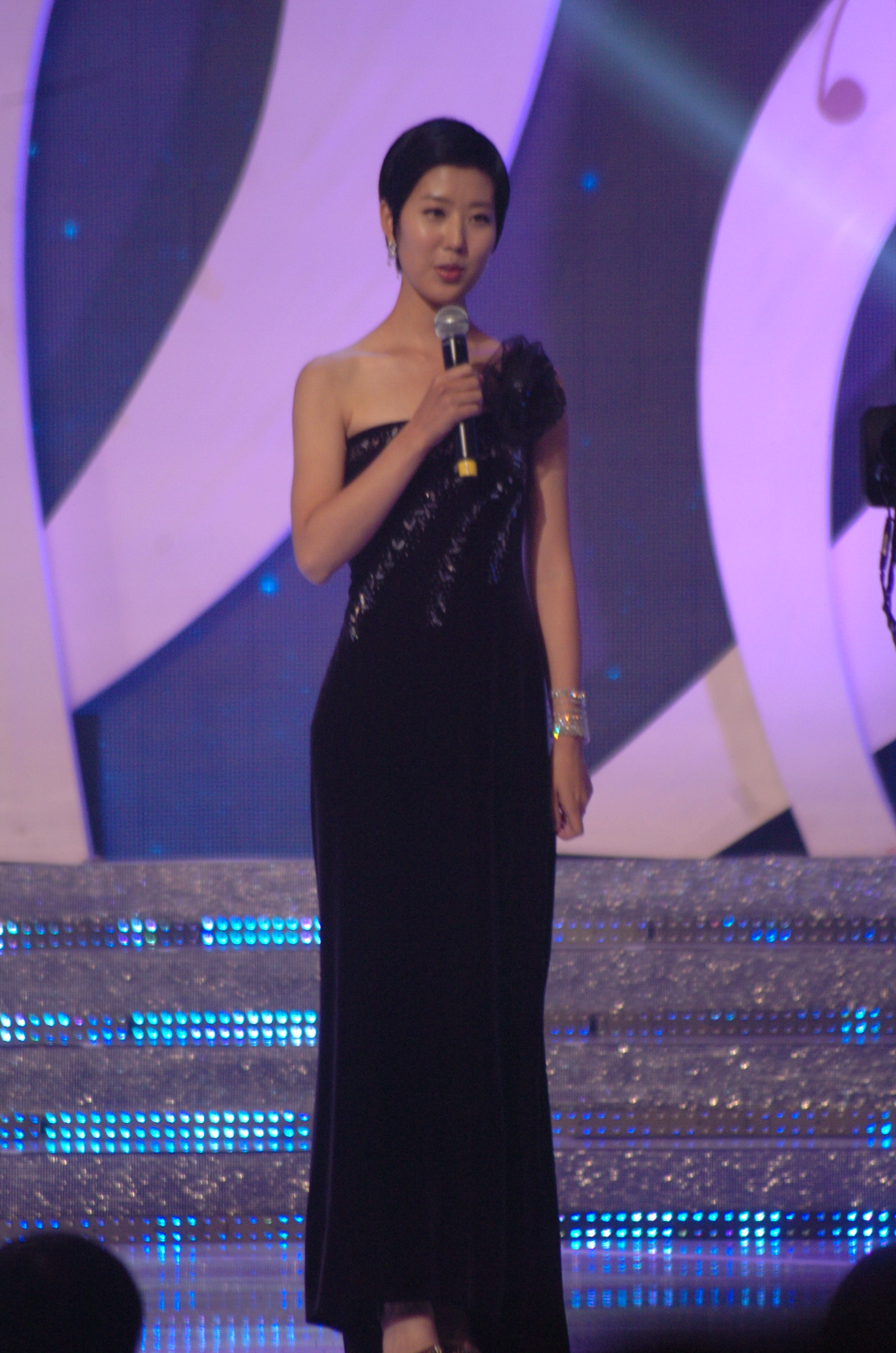
2011년 미스 경기 진 이세미나, 2011년 미스코리아 미
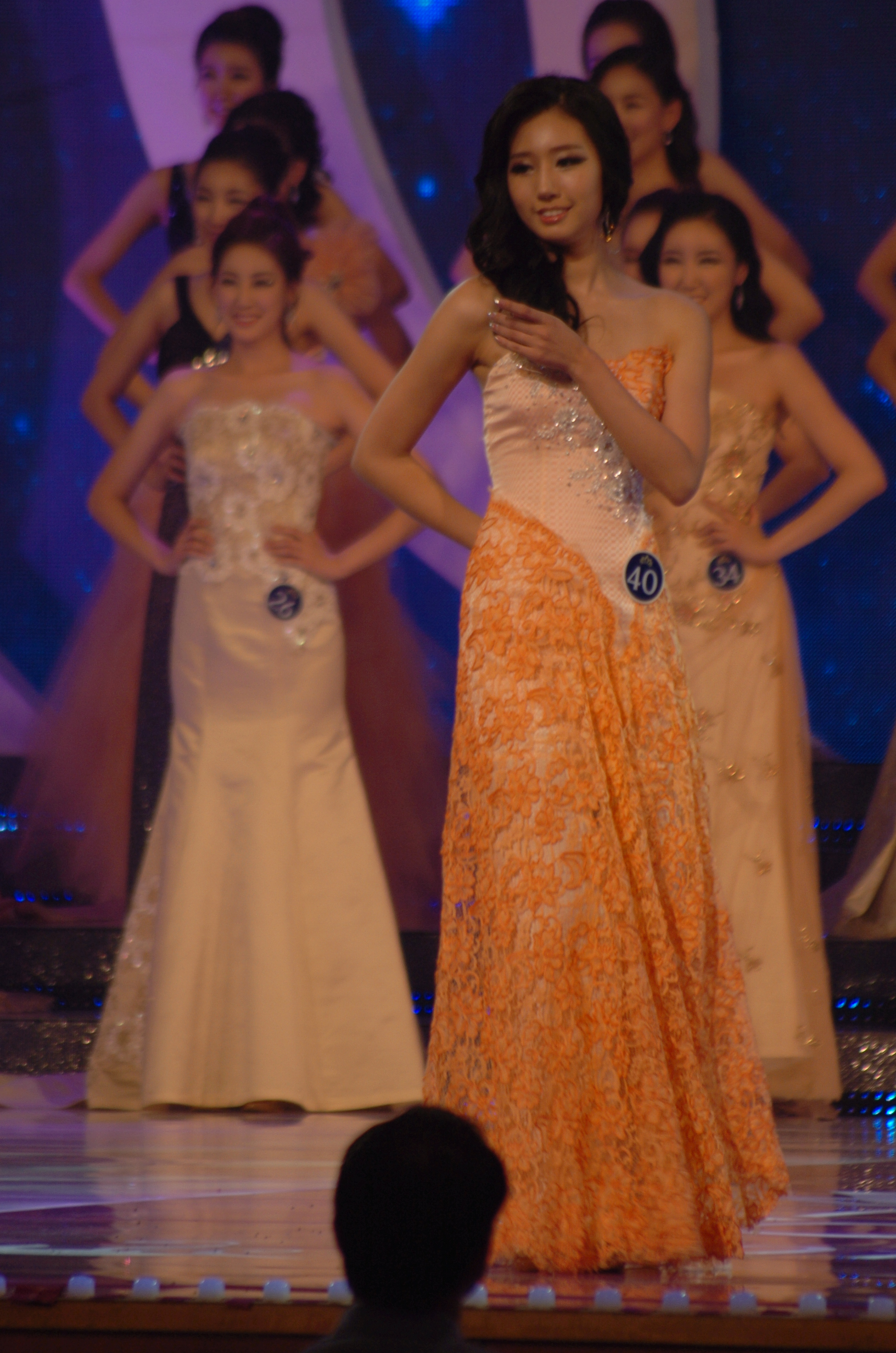
2012년 미스 경기 진 김수현, 2012년 미스코리아 후보
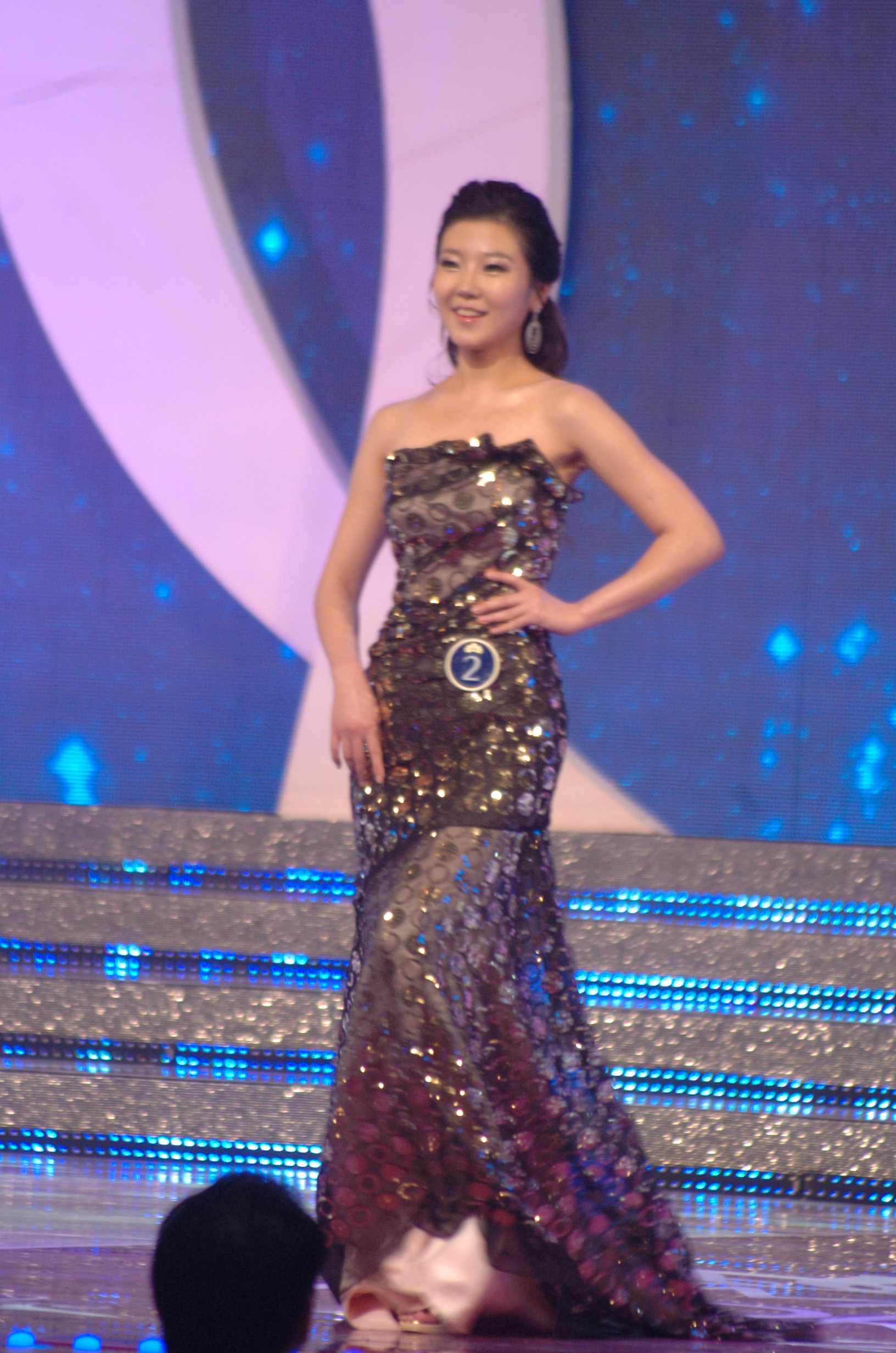
2012년 미스 경기 미 정윤서, 2012년 미스코리아 후보
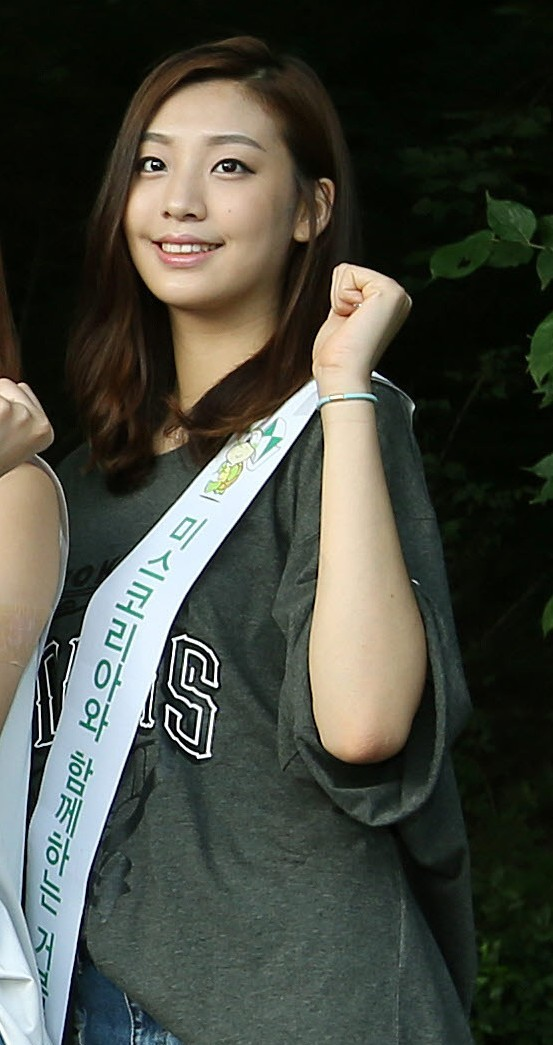
2014년 미스 경기 미 이서빈, 2014년 미스코리아 선